# Appletviewer
Appletviewer was een kleine applicatie uit de Java Development Kit (JDK), waarmee Java applets konden worden uitgevoerd, zonder dat er een webbrowser nodig was. De appletviewer is verwijderd in JDK versie 11. Java Applets werden meestal gebruikt in een webbrowser.
De appletviewer zoekt in het HTML-bestand van de meegegeven link naar een <applet>, <object> of <embed> HTML element, en start het daaraan gekoppelde applet op, in een eigen venster.
Een voorbeeld van het weergeven van de applet uit Foo.html:
```
appletviewer Foo.html
```

Een manier waarop het Java applet Foo.class toegevoegd kan zijn aan een HTML document:
```
<html>
 <head>
  <title>Foo applet</title>
 </head>
 <body>
  <applet code="Foo.class" width="300" height="300">
  </applet>
 </body>
</html>
```